# ريد مكينلي شامبرز
ريد مكينلي شامبرز (بالإنجليزية: Reed Chambers)‏ هو طيار أمريكي، ولد في 18 أغسطس 1894 في أوناغا في الولايات المتحدة، وتوفي في 16 يناير 1972.